# Unione Sportiva Livorno 1951-1952
Questa voce raccoglie le informazioni riguardanti l'Unione Sportiva Livorno nelle competizioni ufficiali della stagione 1951-1952.

## Stagione
Nella stagione 1951-52 il Livorno disputa il campionato di Serie B, con 34 punti in classifica si piazza in diciassettesima posizione e per la prima volta nella sua storia calcistica retrocede in Serie C, con Stabia, Reggiana, Pisa e Venezia. Il cambio di allenatore da Ricciardi a Crawford non ha portato alla salvezza. Il torneo cadetto è stato vinto dalla Roma con 53 punti che è salita in Serie A, secondo il Brescia con 52 punti che però perderà lo spareggio promozione con la Triestina quartultima in Serie A.

## Rosa
| N. |                   | Ruolo | Calciatore       |
| -- | ----------------- | ----- | ---------------- |
|    | Italia (bandiera) | C     | Ennio Aliverti   |
|    | Italia (bandiera) | A     | Andretta         |
|    | Italia (bandiera) | A     | Nibbio Bacci     |
|    | Italia (bandiera) | A     | Baldesseroni     |
|    | Italia (bandiera) | C     | Igino Balestra   |
|    | Italia (bandiera) | C     | Luigi Bertani    |
|    | Italia (bandiera) | D     | Ennio Cardoni    |
|    | Italia (bandiera) | A     | Michele Catalano |
|    | Italia (bandiera) | P     | Sergio Chellini  |
|    | Italia (bandiera) | A     | Mario David      |
|    | Italia (bandiera) | C     | Bruno Ghezzani   |
|    | Italia (bandiera) | D     | Giuseppe Guerra  |

| N. |                      | Ruolo | Calciatore          |
| -- | -------------------- | ----- | ------------------- |
|    | Italia (bandiera)    | C     | Antonio Ivaldi      |
|    | Italia (bandiera)    | A     | Francesco Jardella  |
|    | Italia (bandiera)    | P     | Gino Merlo          |
|    | Italia (bandiera)    | C     | Franco Moretti      |
|    | Italia (bandiera)    | P     | Aristide Nascenzi   |
|    | Danimarca (bandiera) | A     | Leif Petersen       |
|    | Italia (bandiera)    | A     | Vittorio Pin        |
|    | Italia (bandiera)    | A     | Duilio Rizzato      |
|    | Italia (bandiera)    | D     | Pietro Salvador     |
|    | Italia (bandiera)    | D     | Alfredo Simonti     |
|    | Italia (bandiera)    | D     | Francesco Varicelli |

## Risultati

### Campionato

#### Girone di andata
| Arbitro: | Buratti (Milano) |

|                                      |           |                             |
| Rizzato 30’ Balestra 68’ Rizzato 77’ | Marcatori | 57’ Scagliarini 87’ Forlani |

| Arbitro: | Occhinegro (Taranto) |

|              |           |  |
| Occhetta 85’ | Marcatori |  |

| Arbitro: | Arpaia (Roma) |

|              |           |            |
| Ghezzani 12’ | Marcatori | 2’ Casuzzi |

| Piombino 30 settembre 1951 4ª giornata | Piombino          | 0 – 0 | Livorno | Stadio Magona d'Italia\| Arbitro: \| Matucci (Seregno) \| |
| Arbitro:                               | Matucci (Seregno) |       |         |                                                           |

| Arbitro: | Maurelli (Roma) |

|  |           |              |
|  | Marcatori | 68’ Balbiano |

| Treviso 14 ottobre 1951 6ª giornata | Treviso               | 0 – 0 | Livorno | Stadio Omobono Tenni\| Arbitro: \| De Gregorio (Legnano) \| |
| Arbitro:                            | De Gregorio (Legnano) |       |         |                                                             |

| Arbitro: | Marchese (Napoli) |

|              |           |             |
| Balestra 86’ | Marcatori | 40’ Cuzzoni |

| Arbitro: | Matucci (Seregno) |

|                           |           |  |
| Frizzi 55’ 69’ (rig.) 85’ | Marcatori |  |

| Livorno 4 novembre 1951 9ª giornata | Livorno                 | 0 – 0 | Modena | Stadio Ardenza\| Arbitro: \| Coppa (Mariano Comense) \| |
| Arbitro:                            | Coppa (Mariano Comense) |       |        |                                                         |

| Arbitro: | Savio (Torino) |

|                |           |             |
| Vergazzola 43’ | Marcatori | 41’ Rizzato |

| Arbitro: | Perego (Milano) |

|                    |           |  |
| Rizzato 4’ Pin 76’ | Marcatori |  |

| Arbitro: | Jonni (Macerata) |

|                      |           |                  |
| Bertolin 35’ 42’ 65’ | Marcatori | 44’ (aut.) Maran |

| Arbitro: | Caputo (Napoli) |

|                    |           |           |
| Moltrasio 28’ (60) | Marcatori | 69’ Bacci |

| Arbitro: | Occhinegro (Taranto) |

|             |           |                                 |
| Balestra 4’ | Marcatori | 6’ (rig.) Castoldi 74’ Berretta |

| Arbitro: | Maurelli (Roma) |

|                                          |           |              |
| Toncelli 1’ Brondi 20 rig.’ Toncelli 74’ | Marcatori | 36’ Ghezzani |

| Arbitro: | Piemonte (Monfalcone) |

|                                 |           |  |
| Perissinotto 13’ Zecca 46’ (84) | Marcatori |  |

| Arbitro: | Marchese (Napoli) |

|                           |           |                    |
| Balestra 37’ Catalano 38’ | Marcatori | 44’ 47’ Zamperlini |

| Arbitro: | Cicardi (Lecco) |

|              |           |            |
| Mannocci 57’ | Marcatori | 75’ Ivaldi |

| Arbitro: | Agnolin (Bassano del Grappa) |

|                              |           |                          |
| Rizzato 11’ 40’ Catalano 80’ | Marcatori | 44’ Bonaiti 60’ Bassetti |

#### Girone di ritorno
| Arbitro: | Occhinegro (Taranto) |

|                 |           |  |
| Scagliarini 15’ | Marcatori |  |

| Arbitro: | Campanati (Milano) |

|           |           |  |
| Bacci 19’ | Marcatori |  |

| Arbitro: | Fortina (Novara) |

|                    |           |                        |
| Simonti 62’ (aut.) | Marcatori | 17’ Balestra 79’ Bacci |

| Livorno 2 marzo 1952 23ª giornata | Livorno         | 0 – 0 | Piombino | Stadio Ardenza\| Arbitro: \| Rigato (Mestre) \| |
| Arbitro:                          | Rigato (Mestre) |       |          |                                                 |

| Arbitro: | Piemonte (Monfalcone) |

|              |           |  |
| Guaraldo 65’ | Marcatori |  |

| Arbitro: | Canavesio (Torino) |

|             |           |                         |
| Rizzato 60’ | Marcatori | 8’ Persi 10’ Vascellari |

| Arbitro: | Savio (Torino) |

|             |           |  |
| Cuzzoni 67’ | Marcatori |  |

| Arbitro: | Silvano (Torino) |

|              |           |  |
| Jardella 86’ | Marcatori |  |

| Arbitro: | Valsecchi (Milano) |

|                      |           |  |
| Brighenti II 65’ 66’ | Marcatori |  |

| Arbitro: | Fortina (Novara) |

|                          |           |  |
| Rizzato 50’ Ghezzani 57’ | Marcatori |  |

| Arbitro: | Marchetti (Milano) |

|  |           |           |
|  | Marcatori | 10’ David |

| Arbitro: | Tassini (Verona) |

|             |           |  |
| Cardoni 89’ | Marcatori |  |

| Arbitro: | Buratti (Milano) |

|             |           |            |
| Simonti 81’ | Marcatori | 44’ Ronchi |

| Arbitro: | Matucci (Seregno) |

|  |           |                                 |
|  | Marcatori | 28’ Bacci 48’ (aut.) Pellegrini |

| Arbitro: | Perego (Milano) |

|  |           |           |
|  | Marcatori | 82’ Klein |

| Arbitro: | Piemonte (Monfalcone) |

|              |           |  |
| Catalano 88’ | Marcatori |  |

| Arbitro: | Bernardi (Bologna) |

|                          |           |  |
| Fanin 42’ Pozzan 77’ 86’ | Marcatori |  |

| Arbitro: | Coppa (Mariano Comense) |

|                          |           |  |
| Cardoni 27’ Ghezzani 30’ | Marcatori |  |

| Arbitro: | Silvano (Torino) |

|                      |           |  |
| Borra 29’ (rig.) 85’ | Marcatori |  |

## Statistiche

### Statistiche di squadra
| Competizione | Punti | In casa | In casa | In casa | In casa | In casa | In casa | In trasferta | In trasferta | In trasferta | In trasferta | In trasferta | In trasferta | Totale | Totale | Totale | Totale | Totale | Totale | DR  |
| Competizione | Punti | G       | V       | N       | P       | Gf      | Gs      | G            | V            | N            | P            | Gf           | Gs           | G      | V      | N      | P      | Gf     | Gs     | DR  |
| ------------ | ----- | ------- | ------- | ------- | ------- | ------- | ------- | ------------ | ------------ | ------------ | ------------ | ------------ | ------------ | ------ | ------ | ------ | ------ | ------ | ------ | --- |
| Serie B      | 34    | 19      | 9       | 6       | 4       | 23      | 15      | 19           | 3            | 4            | 12           | 10           | 28           | 38     | 12     | 10     | 16     | 33     | 43     | -10 |

### Statistiche dei giocatori
| Giocatore    | Serie B  | Serie B |
| Giocatore    | Presenze | Reti    |
| ------------ | -------- | ------- |
| E. Aliverti  | 11       | 0       |
| Andretta     | 3        | 0       |
| N. Bacci     | 23       | 4       |
| Baldesseroni | 2        | 0       |
| I. Balestra  | 33       | 5       |
| L. Bertani   | 32       | 0       |
| E. Cardoni   | 36       | 2       |
| M. Catalano  | 26       | 3       |
| S. Chellini  | 4        | -4      |
| M. David     | 5        | 1       |
| B. Ghezzani  | 29       | 4       |
| G. Guerra    | 5        | 0       |
| A. Ivaldi    | 35       | 1       |
| F. Jardella  | 3        | 1       |
| G. Merlo     | 31       | -34     |
| F. Moretti   | 16       | 0       |
| A. Nascenzi  | 3        | -5      |
| L. Petersen  | 12       | 0       |
| V. Pin       | 15       | 1       |
| D. Rizzato   | 24       | 8       |
| P. Salvador  | 38       | 0       |
| A. Simonti   | 31       | 1       |
| F. Varicelli | 1        | 0       |